# Ramsès X
Ramsès X fou un faraó de la dinastia XX de l'Alt Egipte. El seu nom d'Horus fou Kanakht Sekhaare, el Nesut biti Khepermaatre-setepenre i el Sa Ra, Ramsès (Amunherkhepeshef-meryamun); els altres noms no es coneixen.

## Família
Probablement era fill de Ramsès IX amb la seva dona secundària Baketwernel, ja que aquesta és designada com a "esposa reial" i com a "mare del rei". La seva dona principal fou Tyti enterrada a la tomba de la Vall de les Reines QV52 i que podria ser al mateix temps filla de Ramsès IX i, per tant, germana i esposa de Ramsès X (i mare de Ramsès XI); aquesta reina portava els títols de Princesa hereva (iryt-p`t), Gran Sacerdotessa (wrt-hzwt), Dolça d'amor (bnrt-mrwt), Reina mare (mwt-ntr) senyora de Gràcia (nbt-im3t), senyora de les Dues Terres (nbt-t3wy), Gran esposa reial (hmt-niswt-wrt), esposa de Déu (hmt-ntr), Adoradora d'Amon (shmyt-imnw), Filla del Rei (s3t-niswt), Germana del Rei (snt-niswt), Mare del Rei (mwt-niswt).

## Regnat
El seu regnar va durar uns 4 anys (vers 1108 a 1104 aC). tot i que hi ha altres teories més antigues presentades amb estudis astronòmics de Richard Parker que Ramsès X podria haver regnat durant 9 anys, ha estat abandonada des de llavors. De la mateixa manera, l'adscripció suggerida del grafit tebà 1860a a un hipotètic any 8 de Ramsés X ja no és compatible.
Els seus primers dos anys són esmentats al Papir de Torí; el tercer any es documenta a un registre dels treballadors de Deir al-Madinah on consta que els treballadors es van declarar en vaga per l'amenaça dels lladre libis (meshuesh) a la Vall dels Reis, i per sous no pagats. És el darrer rei de l'Imperi Nou testimoniat a Núbia (a una inscripció a Aniba). El va succeir probablement el seu fill Ramsès XI.

## Enterrament
A la tomba de la Vall dels Reis KV18 al wadi sud-oest; la tomba no es va acabar i resta molt poca decoració. Fins al 1998 el corredor B i la porta C havien estat estudiats; aquest any i fins al 1999 es va netejar el corredor C.